# Tara Manu
Tara Manu is een bestuurslaag in het regentschap West-Soemba van de provincie Oost-Nusa Tenggara, Indonesië. Tara Manu telt 1304 inwoners (volkstelling 2010).